# 长岗集站
长岗集站是一个淮南线上的铁路车站，位于安徽省含山县长岗乡，建于1932年，目前为五等站，邮政编码为238153。目前客运：不办理旅客乘降；不办理行李、包裹托运；不办理货运营业。